# Densité API

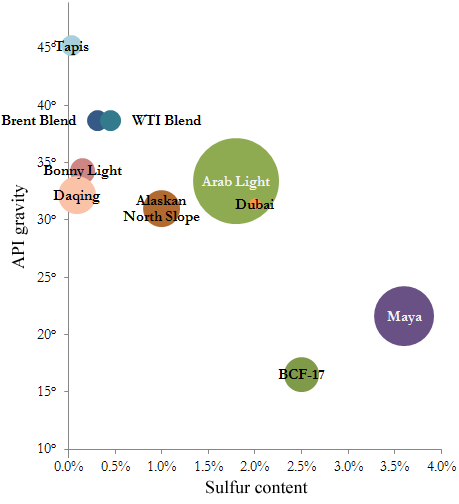
Quelques pétroles bruts avec leur teneur en soufre (horizontal) et leur densité API (vertical) ainsi que la quantité de production relative.

La densité API est une échelle exprimant la densité du pétrole brut en degrés API (° API). La densité API ne fournit ni plus ni moins d'information que la densité, et ne respecte pas le standard des unités SI, mais permet des chiffres peut-être plus faciles à retenir. Elle est calculée par la formule suivante :
{\displaystyle {\text{densité API}}={\frac {141,5}{{\text{densité à 60 }}^{\circ }{\text{F}}}}-131,5}  ;  (60°F = 15.5°C env.)
Cette valeur est arrondie à l'unité près.
Plus un brut est léger, plus sa densité est faible, plus sa densité API est élevée. La plupart des bruts extraits ont des densités API comprises entre 20° (très lourd) et 60° (très léger). L'indice API des bitumes, qui nécessitent divers procédés (chaleur, injection de vapeur ou ajout d’un diluant) pour être extraits, se situent généralement en dessous de 15°.
Cette formule fut créée par l'American Petroleum Institute (API) et le National Institute of Standards and Technology (NIST) à partir du degré Baumé.
À titre de comparaison, l'eau, dont la densité est de 1, a une densité API de 10°. Le tableau ci-dessous fournit quelques valeurs intermédiaires d'équivalence entre la densité API et la densité.
| Degrés API | Densité |
| 8          | 1,014   |
| 9          | 1,007   |
| 10         | 1,000   |
| 15         | 0,966   |
| 20         | 0,934   |
| 25         | 0,904   |
| 30         | 0,876   |
| 35         | 0,850   |
| 40         | 0,825   |
| 45         | 0,802   |
| 50         | 0,780   |
| 55         | 0,759   |
| 58         | 0,747   |

## Exemples
Voici les degrés API de quelques pétroles produits à travers le monde, du plus léger (meilleure qualité) au plus lourd :
- le Sahara Blend, pétrole algérien, est un des plus légers au monde, et affiche 45° API[2] ;
- le brut de référence brent de la mer du Nord a une densité de 38° API[3] ;
- le gisement Ghawar en Arabie saoudite, le plus grand du monde, produit un brut autour de 33° API[4] ;
- Ku-Maloob-Zaap au Mexique produit un brut lourd, à 22° API[5] ;
- le « pétrole » extra-lourd de la « ceinture » de l'Orénoque a une densité située en 5 et 10° API[6].